# Tour d'Autriche 2014
La 66e édition du Tour d'Autriche a eu lieu du 6 juillet au 13 juillet 2014. L'épreuve fait partie de l'UCI Europe Tour, dans la catégorie 2.HC.

## Présentation
Le Tour d'Autriche a la particularité de se dérouler chaque année en même temps que le Tour de France et son plateau est donc composé de coureurs ne participant pas au Tour. Le Tour d'Autriche offre cependant chaque année un parcours montagneux qui permet donc aux seconds couteaux de s'exprimer pendant les 8 jours de course et offre aux leaders venus ici préparer la deuxième partie de saison un beau menu pour parfaire la condition physique.

### Équipes
Classé en catégorie 2.HC de l'UCI Europe Tour, le Tour d'Autriche est par conséquent ouvert aux UCI ProTeams dans la limite de 70 % des équipes participantes, aux équipes continentales professionnelles, aux équipes continentales autrichiennes et à une équipe nationale autrichienne.
| Nom de l'équipe     | Pays        | Code |
| ------------------- | ----------- | ---- |
| Astana              | Kazakhstan  | AST  |
| BMC Racing          | États-Unis  | BMC  |
| Cannondale          | Italie      | CAN  |
| Garmin-Sharp        | États-Unis  | GRS  |
| Katusha             | Russie      | KAT  |
| Lotto-Belisol       | Belgique    | LTB  |
| Movistar            | Espagne     | MOV  |
| Sky                 | Royaume-Uni | SKY  |
| Tinkoff-Saxo        | Russie      | TCS  |
| Trek Factory Racing | États-Unis  | TFR  |

| Nom de l'équipe     | Pays     | Code |
| ------------------- | -------- | ---- |
| Bardiani CSF        | Italie   | BAR  |
| Cofidis             | France   | COF  |
| Wanty-Groupe Gobert | Belgique | WGG  |

| Nom de l'équipe            | Pays     | Code |
| -------------------------- | -------- | ---- |
| Amplatz-BMC                | Autriche | AMP  |
| Gebrüder Weiss-Oberndorfer | Autriche | GWO  |
| Gourmetfein Simplon Wels   | Autriche | RSW  |
| Tirol                      | Autriche | TIR  |
| Vorarlberg                 | Autriche | VBG  |
| WSA-Greenlife              | Autriche | WSA  |

### Favoris
Les principaux favoris de ce Tour d'Autriche sont Daniel Martin qui vient ici se préparer en vue du Tour d'Espagne, Ivan Basso, Riccardo Zoidl le tenant du titre, ainsi que Peter Kennaugh vainqueur de la Semaine internationale Coppi et Bartali. Parmi les principaux outsiders on notera la présence de Jelle Vanendert, de l'Italien Damiano Caruso, du jeune Ian Boswell, d'Eros Capecchi, le jeune italien Italien Davide Villella, le Slovéne Janez Brajkovič ou encore Kanstantsin Siutsou et Oliver Zaugg.
Pour les sprint les principaux favoris sont : Juan José Lobato, Oscar Gatto, le jeune allemand Fabian Schnaidt, l'Autrichien Marco Haller, le Belge Jonas Van Genechten, l'Italien Jacopo Guarnieri, le récent vainqueur du Velothon Berlin Raymond Kreder.

## Étapes
| Étape     | Date       | Villes étapes                                               |  | Distance (km) | Vainqueur d’étape  | Leader du classement général |
| --------- | ---------- | ----------------------------------------------------------- |  | ------------- | ------------------ | ---------------------------- |
| 1re étape | 6 juillet  | Tulln an der Donau - Sonntagberg                            |  | 182           | Peter Kennaugh     | Peter Kennaugh               |
| 2e étape  | 7 juillet  | Waidhofen an der Ybbs - Bad Ischl                           |  | 180,9         | Oscar Gatto        | Peter Kennaugh               |
| 3e étape  | 8 juillet  | Bad Ischl - Kitzbüheler Horn                                |  | 206           | Dayer Quintana     | Peter Kennaugh               |
| 4e étape  | 9 juillet  | Kitzbühel - Matrei in Osttirol                              |  | 171,9         | Oscar Gatto        | Peter Kennaugh               |
| 5e étape  | 10 juillet | Matrei in Osttirol - St. Johann/Alpendorf                   |  | 146,4         | Jesse Sergent      | Peter Kennaugh               |
| 6e étape  | 11 juillet | St. Johann/Alpendorf - Villach-Dobratsch                    |  | 182,6         | Evgueni Petrov     | Peter Kennaugh               |
| 7e étape  | 12 juillet | Podersdorf am Neusiedler See - Podersdorf am Neusiedler See |  | 24,1          | Kristof Vandewalle | Peter Kennaugh               |
| 8e étape  | 13 juillet | Podersdorf am Neusiedler See - Vienne                       |  | 122,8         | Marco Haller       | Peter Kennaugh               |

## Déroulement de la course

### 1reétape
|    | Coureur             | Équipe                     |    | Temps           |
| -- | ------------------- | -------------------------- | -- | --------------- |
| 1  | Peter Kennaugh      | Sky                        | en | 4 h 32 min 22 s |
| 2  | Oliver Zaugg        | Tinkoff-Saxo               | +  | 11 s            |
| 3  | Javier Moreno       | Movistar                   |    | 18 s            |
| 4  | Damiano Caruso      | Cannondale                 |    | 21 s            |
| 5  | Ben Hermans         | BMC Racing                 |    | 21 s            |
| 6  | Patrick Konrad      | Gourmetfein Simplon Wels   |    | 25 s            |
| 7  | Eros Capecchi       | Movistar                   |    | 30 s            |
| 8  | Daniel Martin       | Garmin-Sharp               |    | 31 s            |
| 9  | Kanstantsin Siutsou | Sky                        |    | 36 s            |
| 10 | Jure Golčer         | Gebrüder Weiss-Oberndorfer |    | 36 s            |

|    | Coureur             | Équipe                     |    | Temps           |
| -- | ------------------- | -------------------------- | -- | --------------- |
| 1  | Peter Kennaugh      | Sky                        | en | 4 h 32 min 12 s |
| 2  | Oliver Zaugg        | Tinkoff-Saxo               | +  | 15 s            |
| 3  | Javier Moreno       | Movistar                   |    | 24 s            |
| 4  | Damiano Caruso      | Cannondale                 |    | 31 s            |
| 5  | Ben Hermans         | BMC Racing                 |    | 31 s            |
| 6  | Patrick Konrad      | Gourmetfein Simplon Wels   |    | 35 s            |
| 7  | Eros Capecchi       | Movistar                   |    | 40 s            |
| 8  | Daniel Martin       | Garmin-Sharp               |    | 41 s            |
| 9  | Kanstantsin Siutsou | Sky                        |    | 46 s            |
| 10 | Jure Golčer         | Gebrüder Weiss-Oberndorfer |    | 46 s            |

### 2eétape
|    | Coureur             | Équipe              |    | Temps           |
| -- | ------------------- | ------------------- | -- | --------------- |
| 1  | Oscar Gatto         | Cannondale          | en | 4 h 25 min 53 s |
| 2  | Juan José Lobato    | Movistar            | +  | m.t             |
| 3  | Marco Haller        | Katusha             |    | m.t             |
| 4  | Jonas Van Genechten | Lotto-Belisol       |    | m.t             |
| 5  | Jay McCarthy        | Tinkoff-Saxo        |    | m.t             |
| 6  | Tim De Troyer       | Wanty-Groupe Gobert |    | m.t             |
| 7  | Fabian Schnaidt     | Vorarlberg          |    | m.t             |
| 8  | Jacopo Guarnieri    | Astana              |    | m.t             |
| 9  | Jan Tratnik         | Amplatz-BMC         |    | m.t             |
| 10 | Wesley Kreder       | Wanty-Groupe Gobert |    | m.t             |

|    | Coureur             | Équipe                     |    | Temps           |
| -- | ------------------- | -------------------------- | -- | --------------- |
| 1  | Peter Kennaugh      | Sky                        | en | 8 h 58 min 05 s |
| 2  | Oliver Zaugg        | Tinkoff-Saxo               | +  | 15 s            |
| 3  | Javier Moreno       | Movistar                   |    | 24 s            |
| 4  | Damiano Caruso      | Cannondale                 |    | 31 s            |
| 5  | Ben Hermans         | BMC Racing                 |    | 31 s            |
| 6  | Patrick Konrad      | Gourmetfein Simplon Wels   |    | 35 s            |
| 7  | Eros Capecchi       | Movistar                   |    | 40 s            |
| 8  | Daniel Martin       | Garmin-Sharp               |    | 41 s            |
| 9  | Kanstantsin Siutsou | Sky                        |    | 46 s            |
| 10 | Jure Golčer         | Gebrüder Weiss-Oberndorfer |    | 46 s            |

### 3eétape
|    | Coureur            | Équipe                     |    | Temps           |
| -- | ------------------ | -------------------------- | -- | --------------- |
| 1  | Dayer Quintana     | Movistar                   | en | 5 h 13 min 16 s |
| 2  | Damiano Caruso     | Cannondale                 | +  | 54 s            |
| 3  | Peter Kennaugh     | Sky                        |    | 54 s            |
| 4  | Javier Moreno      | Movistar                   |    | 1 min 06 s      |
| 5  | Patrick Konrad     | Gourmetfein Simplon Wels   |    | 1 min 25 s      |
| 6  | Guillaume Levarlet | Cofidis                    |    | 1 min 34 s      |
| 7  | Jérôme Coppel      | Cofidis                    |    | 1 min 34 s      |
| 8  | Oliver Zaugg       | Tinkoff-Saxo               |    | 1 min 42 s      |
| 9  | Jure Golčer        | Gebrüder Weiss-Oberndorfer |    | 1 min 49 s      |
| 10 | Eros Capecchi      | Movistar                   |    | 1 min 56 s      |

|    | Coureur        | Équipe                     |    | Temps            |
| -- | -------------- | -------------------------- | -- | ---------------- |
| 1  | Peter Kennaugh | Sky                        | en | 14 h 12 min 11 s |
| 2  | Damiano Caruso | Cannondale                 | +  | 29 s             |
| 3  | Javier Moreno  | Movistar                   |    | 40 s             |
| 4  | Oliver Zaugg   | Tinkoff-Saxo               |    | 1 min 07 s       |
| 5  | Patrick Konrad | Gourmetfein Simplon Wels   |    | 1 min 10 s       |
| 6  | Jure Golčer    | Gebrüder Weiss-Oberndorfer |    | 1 min 45 s       |
| 7  | Eros Capecchi  | Movistar                   |    | 1 min 46 s       |
| 8  | Jérôme Coppel  | Cofidis                    |    | 1 min 59 s       |
| 9  | Daniel Martin  | Garmin-Sharp               |    | 2 min 37 s       |
| 10 | Jesper Hansen  | Tinkoff-Saxo               |    | 2 min 38 s       |

### 4eétape
|    | Coureur           | Équipe              |    | Temps           |
| -- | ----------------- | ------------------- | -- | --------------- |
| 1  | Oscar Gatto       | Cannondale          | en | 4 h 14 min 08 s |
| 2  | Juan José Lobato  | Movistar            | +  | m.t             |
| 3  | Marco Haller      | Katusha             |    | m.t             |
| 4  | Fabio Felline     | Trek Factory Racing |    | m.t             |
| 5  | Nicola Boem       | Bardiani CSF        |    | m.t             |
| 6  | Francesco Gavazzi | Astana              |    | m.t             |
| 7  | Rick Zabel        | BMC Racing          |    | m.t             |
| 8  | Sebastian Lander  | BMC Racing          |    | m.t             |
| 9  | Damiano Caruso    | Cannondale          |    | m.t             |
| 10 | Peter Kennaugh    | Sky                 |    | m.t             |

|    | Coureur        | Équipe                     |    | Temps            |
| -- | -------------- | -------------------------- | -- | ---------------- |
| 1  | Peter Kennaugh | Sky                        | en | 18 h 26 min 19 s |
| 2  | Damiano Caruso | Cannondale                 | +  | 29 s             |
| 3  | Javier Moreno  | Movistar                   |    | 40 s             |
| 4  | Oliver Zaugg   | Tinkoff-Saxo               |    | 1 min 07 s       |
| 5  | Patrick Konrad | Gourmetfein Simplon Wels   |    | 1 min 10 s       |
| 6  | Jure Golčer    | Gebrüder Weiss-Oberndorfer |    | 1 min 45 s       |
| 7  | Eros Capecchi  | Movistar                   |    | 1 min 46 s       |
| 8  | Jérôme Coppel  | Cofidis                    |    | 1 min 59 s       |
| 9  | Jesper Hansen  | Tinkoff-Saxo               |    | 2 min 38 s       |
| 10 | Dayer Quintana | Movistar                   |    | 2 min 39 s       |

### 5eétape
|    | Coureur        | Équipe                   |    | Temps           |
| -- | -------------- | ------------------------ | -- | --------------- |
| 1  | Jesse Sergent  | Trek Factory Racing      | en | 3 h 57 min 04 s |
| 2  | Yoann Bagot    | Cofidis                  | +  | 49 s            |
| 3  | Patrick Konrad | Gourmetfein Simplon Wels |    | 57 s            |
| 4  | Damiano Caruso | Cannondale               |    | 57 s            |
| 5  | Daniel Martin  | Garmin-Sharp             |    | 57 s            |
| 6  | Javier Moreno  | Movistar                 |    | 57 s            |
| 7  | Peter Kennaugh | Sky                      |    | 57 s            |
| 8  | Oliver Zaugg   | Tinkoff-Saxo             |    | 57 s            |
| 9  | Riccardo Zoidl | Trek Factory Racing      |    | 57 s            |
| 10 | Thomas Degand  | Wanty-Groupe Gobert      |    | 57 s            |

|    | Coureur        | Équipe                     |    | Temps            |
| -- | -------------- | -------------------------- | -- | ---------------- |
| 1  | Peter Kennaugh | Sky                        | en | 22 h 24 min 20 s |
| 2  | Damiano Caruso | Cannondale                 | +  | 29 s             |
| 3  | Javier Moreno  | Movistar                   |    | 40 s             |
| 4  | Patrick Konrad | Gourmetfein Simplon Wels   |    | 1 min 06 s       |
| 5  | Oliver Zaugg   | Tinkoff-Saxo               |    | 1 min 07 s       |
| 6  | Jure Golčer    | Gebrüder Weiss-Oberndorfer |    | 1 min 50 s       |
| 7  | Eros Capecchi  | Movistar                   |    | 1 min 51 s       |
| 8  | Jérôme Coppel  | Cofidis                    |    | 2 min 04 s       |
| 9  | Dayer Quintana | Movistar                   |    | 2 min 45 s       |
| 10 | Jesper Hansen  | Tinkoff-Saxo               |    | 2 min 50 s       |

### 6eétape
|    | Coureur           | Équipe                     |    | Temps           |
| -- | ----------------- | -------------------------- | -- | --------------- |
| 1  | Evgueni Petrov    | Tinkoff-Saxo               | en | 4 h 48 min 37 s |
| 2  | Dayer Quintana    | Movistar                   | +  | 24 s            |
| 3  | Peter Kennaugh    | Sky                        |    | 26 s            |
| 4  | Riccardo Zoidl    | Trek Factory Racing        |    | 26 s            |
| 5  | Oliver Zaugg      | Tinkoff-Saxo               |    | 32 s            |
| 6  | Javier Moreno     | Movistar                   |    | 44 s            |
| 7  | Damiano Caruso    | Cannondale                 |    | 1 min 20 s      |
| 8  | Lawrence Warbasse | BMC Racing                 |    | 1 min 25 s      |
| 9  | Thomas Degand     | Wanty-Groupe Gobert        |    | 1 min 25 s      |
| 10 | Jure Golčer       | Gebrüder Weiss-Oberndorfer |    | 1 min 37 s      |

|    | Coureur        | Équipe                     |    | Temps            |
| -- | -------------- | -------------------------- | -- | ---------------- |
| 1  | Peter Kennaugh | Sky                        | en | 27 h 13 min 19 s |
| 2  | Javier Moreno  | Movistar                   | +  | 1 min 02 s       |
| 3  | Oliver Zaugg   | Tinkoff-Saxo               |    | 1 min 17 s       |
| 4  | Damiano Caruso | Cannondale                 |    | 1 min 27 s       |
| 5  | Patrick Konrad | Gourmetfein Simplon Wels   |    | 2 min 35 s       |
| 6  | Dayer Quintana | Movistar                   |    | 2 min 40 s       |
| 7  | Jure Golčer    | Gebrüder Weiss-Oberndorfer |    | 3 min 05 s       |
| 8  | Eros Capecchi  | Movistar                   |    | 3 min 11 s       |
| 9  | Riccardo Zoidl | Trek Factory Racing        |    | 3 min 18 s       |
| 10 | Jérôme Coppel  | Cofidis                    |    | 3 min 26 s       |

### 7eétape
|    | Coureur             | Équipe              |    | Temps       |
| -- | ------------------- | ------------------- | -- | ----------- |
| 1  | Kristof Vandewalle  | Trek Factory Racing | en | 27 min 50 s |
| 2  | Jesse Sergent       | Trek Factory Racing | +  | 15 s        |
| 3  | Manuel Quinziato    | BMC Racing          |    | 18 s        |
| 4  | Danilo Hondo        | Trek Factory Racing |    | 38 s        |
| 5  | Bob Jungels         | Trek Factory Racing |    | 41 s        |
| 6  | Kanstantsin Siutsou | Sky                 |    | 44 s        |
| 7  | Gert Jõeäär         | Cofidis             |    | 48 s        |
| 8  | Stijn Devolder      | Trek Factory Racing |    | 55 s        |
| 9  | Riccardo Zoidl      | Trek Factory Racing |    | 57 s        |
| 10 | Jérôme Coppel       | Cofidis             |    | 59 s        |

|    | Coureur        | Équipe                     |    | Temps            |
| -- | -------------- | -------------------------- | -- | ---------------- |
| 1  | Peter Kennaugh | Sky                        | en | 27 h 42 min 39 s |
| 2  | Javier Moreno  | Movistar                   | +  | 1 min 3 s        |
| 3  | Damiano Caruso | Cannondale                 |    | 1 min 42 s       |
| 4  | Patrick Konrad | Gourmetfein Simplon Wels   |    | 2 min 50 s       |
| 5  | Riccardo Zoidl | Trek Factory Racing        |    | 2 min 52 s       |
| 6  | Jérôme Coppel  | Cofidis                    |    | 3 min 03 s       |
| 7  | Oliver Zaugg   | Tinkoff-Saxo               |    | 3 min 07 s       |
| 8  | Jure Golčer    | Gebrüder Weiss-Oberndorfer |    | 3 min 47 s       |
| 9  | Dayer Quintana | Movistar                   |    | 4 min 14 s       |
| 10 | Thomas Degand  | Wanty-Groupe Gobert        |    | 4 min 15 s       |

### 8eétape
|    | Coureur           | Équipe                   |    | Temps           |
| -- | ----------------- | ------------------------ | -- | --------------- |
| 1  | Marco Haller      | Katusha                  | en | 2 h 03 min 08 s |
| 2  | Jacopo Guarnieri  | Astana                   | +  | m.t             |
| 3  | Raymond Kreder    | Garmin-Sharp             |    | m.t             |
| 4  | Boris Vallée      | Lotto Belisol            |    | m.t             |
| 5  | Alexey Lutsenko   | Astana                   |    | m.t             |
| 6  | Fabio Silvestre   | Trek Factory Racing      |    | m.t             |
| 7  | Andrea Piechele   | Bardiani CSF             |    | m.t             |
| 8  | Clément Venturini | Cofidis                  |    | m.t             |
| 9  | Damiano Caruso    | Cannondale               |    | m.t             |
| 10 | Daniel Biedermann | Gourmetfein Simplon Wels |    | m.t             |

|    | Coureur        | Équipe                     |    | Temps            |
| -- | -------------- | -------------------------- | -- | ---------------- |
| 1  | Peter Kennaugh | Sky                        | en | 29 h 45 min 40 s |
| 2  | Javier Moreno  | Movistar                   | +  | 1 min 03 s       |
| 3  | Damiano Caruso | Cannondale                 |    | 1 min 42 s       |
| 4  | Patrick Konrad | Gourmetfein Simplon Wels   |    | 2 min 50 s       |
| 5  | Riccardo Zoidl | Trek Factory Racing        |    | 2 min 52 s       |
| 6  | Jérôme Coppel  | Cofidis                    |    | 3 min 03 s       |
| 7  | Oliver Zaugg   | Tinkoff-Saxo               |    | 3 min 07 s       |
| 8  | Jure Golčer    | Gebrüder Weiss-Oberndorfer |    | 3 min 47 s       |
| 9  | Dayer Quintana | Movistar                   |    | 4 min 14 s       |
| 10 | Thomas Degand  | Wanty-Groupe Gobert        |    | 4 min 15 s       |

## Classements finals

### Classement général
|    | Cycliste       | Pays        | Équipe                     |    | Temps            |
| -- | -------------- | ----------- | -------------------------- | -- | ---------------- |
| 1  | Peter Kennaugh | Royaume-Uni | Sky                        | en | 29 h 45 min 40 s |
| 2  | Javier Moreno  | Espagne     | Movistar                   | +  | 1 min 03 s       |
| 3  | Damiano Caruso | Italie      | Cannondale                 |    | 1 min 42 s       |
| 4  | Patrick Konrad | Autriche    | Gourmetfein Simplon Wels   |    | 2 min 50 s       |
| 5  | Riccardo Zoidl | Autriche    | Trek Factory Racing        |    | 2 min 52 s       |
| 6  | Jérôme Coppel  | France      | Cofidis                    |    | 3 min 03 s       |
| 7  | Oliver Zaugg   | Suisse      | Tinkoff-Saxo               |    | 3 min 07 s       |
| 8  | Jure Golčer    | Slovénie    | Gebrüder Weiss-Oberndorfer |    | 3 min 47 s       |
| 9  | Dayer Quintana | Colombie    | Movistar                   |    | 4 min 14 s       |
| 10 | Thomas Degand  | Belgique    | Wanty-Groupe Gobert        |    | 4 min 15 s       |

### Classements annexes
|   | Cycliste       | Équipe     | Points |
| - | -------------- | ---------- | ------ |
| 1 | Peter Kennaugh | Sky        | 32     |
| 2 | Damiano Caruso | Cannondale | 31     |
| 3 | Oscar Gatto    | Cannondale | 30     |

|   | Cycliste       | Équipe   | Points |
| - | -------------- | -------- | ------ |
| 1 | Maxim Belkov   | Katusha  | 37     |
| 2 | Dayer Quintana | Movistar | 23     |
| 3 | Peter Kennaugh | Sky      | 22     |

|   | Cycliste       | Équipe                   |    | Temps            |
| - | -------------- | ------------------------ | -- | ---------------- |
| 1 | Patrick Konrad | Gourmetfein Simplon Wels | en | 22 h 25 min 26 s |
| 2 | Dayer Quintana | Movistar                 | +  | 1 min 38 s       |
| 3 | Jesper Hansen  | Tinkoff-Saxo             |    | 1 min 44 s       |

|   | Équipe                   | Pays     |    | Temps            |
| - | ------------------------ | -------- | -- | ---------------- |
| 1 | Movistar                 | Espagne  | en | 67 h 16 min 55 s |
| 2 | Gourmetfein Simplon Wels | Autriche | +  | 2 min 01 s       |
| 3 | Tinkoff-Saxo             | Danemark |    | 3 min 28 s       |

## Évolution des classements
| Étape              | Vainqueur          | Classement général | Classement par points | Classement de la montagne | Classement du meilleur jeune | Classement par équipes   |
| ------------------ | ------------------ | ------------------ | --------------------- | ------------------------- | ---------------------------- | ------------------------ |
| 1                  | Peter Kennaugh     | Peter Kennaugh     | Peter Kennaugh        | Maxim Belkov              | Patrick Konrad               | Gourmetfein Simplon Wels |
| 2                  | Oscar Gatto        | Peter Kennaugh     | Peter Kennaugh        | Maxim Belkov              | Patrick Konrad               | Gourmetfein Simplon Wels |
| 3                  | Dayer Quintana     | Peter Kennaugh     | Peter Kennaugh        | Maxim Belkov              | Patrick Konrad               | Movistar                 |
| 4                  | Oscar Gatto        | Peter Kennaugh     | Oscar Gatto           | Maxim Belkov              | Patrick Konrad               | Movistar                 |
| 5                  | Jesse Sergent      | Peter Kennaugh     | Peter Kennaugh        | Maxim Belkov              | Patrick Konrad               | Movistar                 |
| 6                  | Evgueni Petrov     | Peter Kennaugh     | Peter Kennaugh        | Maxim Belkov              | Patrick Konrad               | Movistar                 |
| 7                  | Kristof Vandewalle | Peter Kennaugh     | Peter Kennaugh        | Maxim Belkov              | Patrick Konrad               | Movistar                 |
| 8                  | Marco Haller       | Peter Kennaugh     | Peter Kennaugh        | Maxim Belkov              | Patrick Konrad               | Movistar                 |
| Classements finals | Classements finals | Peter Kennaugh     | Peter Kennaugh        | Maxim Belkov              | Patrick Konrad               | Movistar                 |

## Liste des participants
| Légende | Légende                                                                                                  | Légende | Légende                                                                                         |
| ------- | --- | ------- | ----------------------------------------------------------------------------------------------- |
| Num     | Dossard de départ porté par le coureur sur ce Tour d'Autriche                                            | Pos     | Position finale au classement général                                                           |
|         | Indique le vainqueur du classement général                                                               |         | Indique le vainqueur du classement de la montagne                                               |
|         | Indique le vainqueur du classement par points                                                            |         | Indique le vainqueur du classement du meilleur jeune                                            |
| NP      | Indique un coureur qui n'a pas pris le départ d'une étape, suivi du numéro de l'étape où il s'est retiré | AB      | Indique un coureur qui n'a pas terminé une étape, suivi du numéro de l'étape où il s'est retiré |
| HD      | Indique un coureur qui a terminé une étape hors des délais, suivi du numéro de l'étape                   | EX      | Coureur exclu pour non-respect du règlement                                                     |
| *       | Indique un coureur en lice pour le maillot blanc (coureurs nés après le 1er janvier 1988)                |         |                                                                                                 |